# Stanisław Żaryn (politolog)
Stanisław August Żaryn (ur. 16 lipca 1984 w Warszawie) – polski urzędnik państwowy i dziennikarz, z wykształcenia politolog, w latach 2022–2023 sekretarz stanu w Kancelarii Prezesa Rady Ministrów i pełnomocnik rządu ds. Bezpieczeństwa Przestrzeni Informacyjnej Rzeczypospolitej Polskiej, w latach 2024–2025 doradca Prezydenta RP.

## Życiorys
Wnuk architekta Stanisława Żaryna i tłumaczki Aleksandry Żaryn, syn historyka Jana Żaryna. W 2013 ukończył studia politologiczne na Uniwersytecie Warszawskim. Pracował jako dziennikarz, m.in. w Polskim Radiu oraz w redakcjach portali WPolityce.pl i fronda.pl. Po 2015 zajmował stanowisko dyrektora Departamentu Bezpieczeństwa Narodowego w Kancelarii Prezesa Rady Ministrów i jednocześnie rzecznika prasowego ministra-koordynatora służb specjalnych Mariusza Kamińskiego.
W latach 2020–2023 członek Komisji Nadzoru Finansowego, przedstawiciel ministra-koordynatora służb specjalnych.
9 września 2022 został sekretarzem stanu w Kancelarii Prezesa Rady Ministrów i pełnomocnikiem rządu do spraw Bezpieczeństwa Przestrzeni Informacyjnej Rzeczypospolitej Polskiej, a także zastępcą ministra-koordynatora służb specjalnych. W grudniu 2023 zakończył pełnienie funkcji w administracji rządowej. 9 stycznia 2024 został doradcą prezydenta RP Andrzeja Dudy. W tym samym roku został prezesem Fundacji Instytut Bezpieczeństwa Narodowego. 5 sierpnia 2025 zakończył pełnienie funkcji doradcy Prezydenta RP.

## Kontrowersje
Działacze Partii Razem złożyli we wrześniu 2021 w prokuraturze zawiadomienie o możliwości popełnienia przez Żaryna, Mariusza Błaszczaka i Mariusza Kamińskiego przestępstwa rozpowszechniania pornografii z udziałem dzieci i zwierząt w związku z pokazem zdjęć na konferencji 27 września 2021 oraz nawoływania do nienawiści. W sierpniu 2024 akt oskarżenia w tej sprawie trafił do Sądu Rejonowego dla Warszawy Mokotowa.
24 czerwca 2023 do warszawskiego sądu rejonowego wpłynął prywatny akt oskarżenia przeciwko Żarynowi w sprawie o zniesławienie, wytoczonej mu przez ukraińskiego blogera Igora Isajewa.